# Brahim Konaté
Brahim Konaté, né le 20 mars 1996 à Montfermeil (France), est un footballeur français qui évolue au poste de milieu de terrain.

## Biographie
Brahim Konaté arrive à l'AJ Auxerre en 2011 à l'âge de 15 ans après sept saisons effectuées au Livry Gargan F.C..
Lors de la saison 2013-2014, il participe à la Coupe Gambardella que l'AJ Auxerre remporte 2 à 0 contre le CS Sedan Ardennes. Malgré tout, il est absent de la finale à la suite d'une suspension.
Brahim découvre le monde professionnel lors de la saison 2015-2016. En effet, il joue son premier match professionnel le 25 août 2015 contre le CA Bastia lors du deuxième tour de la Coupe de la Ligue. 
Après des performances remarquées en Ligue 2 lors des mois de septembre et octobre 2015, Brahim signe son premier contrat pro le 5 novembre 2015.
Après une saison avec peu de temps de jeu, il est finalement transféré au Chamois niortais FC en août 2018.
Le 26 mai 2025, Konaté n’a pas prolongé son contrat arrivant à expiration avec le Shamakhi et a quitté le club.

### En sélection de jeunes
À la suite de ses bonnes performances en club, il découvre l'Équipe de France des moins de 20 ans en mars 2016.
Il participe avec cette même équipe au Tournoi de Toulon où la France sera finaliste. Il est également nommé dans l'équipe-type du tournoi.

## Statistiques
| Saison                | Club                  | Championnat           | Championnat | Championnat | Coupe nationale | Coupe nationale | Coupe de la Ligue | Coupe de la Ligue | Total | Total |
| Saison                | Club                  | Division              | M.          | B.          | M.              | B.              | M.                | B.                | M.    | B.    |
| 2015-2016             | AJ Auxerre            | Ligue 2               | 23          | 1           | 0               | 0               | 1                 | 0                 | 24    | 1     |
| 2016-2017             | AJ Auxerre            | Ligue 2               | 26          | 0           | 4               | 1               | 3                 | 0                 | 33    | 1     |
| 2017-2018             | AJ Auxerre            | Ligue 2               | 15          | 1           | 4               | 1               | 0                 | 0                 | 19    | 2     |
| Sous-total            | Sous-total            | Sous-total            | 64          | 2           | 8               | 2               | 4                 | 0                 | 76    | 4     |
| 2018-2019             | Chamois Niortais FC   | Ligue 2               | 7           | 0           | 0               | 0               | 0                 | 0                 | 7     | 0     |
| Sous-total            | Sous-total            | Sous-total            | 7           | 0           | 0               | 0               | 0                 | 0                 | 7     | 0     |
| Total sur la carrière | Total sur la carrière | Total sur la carrière | 71          | 2           | 8               | 2               | 4                 | 0                 | 83    | 4     |

## Palmarès

### En club
- Vainqueur de la Coupe Gambardella en 2014 avec l'AJ Auxerre.
- Champion de CFA 2 en 2015 avec l'AJ Auxerre rés..

### En sélection
- Finaliste du Tournoi de Toulon en 2016 avec la France U20.
- Équipe-type du Tournoi de Toulon en 2016 avec la France U20.